# Museo diocesano (Reggio Emilia)
Il Museo Diocesano di Reggio Emilia, situato al piano terra del Palazzo Vescovile, è stato istituito per conservare le opere d'arte e la suppellettile liturgica provenienti dalla Cattedrale dell'Assunzione di Maria Vergine e dalle chiese del territorio diocesano.

## Storia
Fin dagli anni Trenta del XX secolo è documentata la volontà della Curia reggiana di raccogliere le opere d'arte di particolare interesse artistico o a rischio di dispersione in Museo diocesano. Un primo allestimento venne realizzato in alcuni ambienti dell'appartamento vescovile nel 1994 ed è stato aperto al pubblico fino al 2000, quando il sisma rese inagibile l'ala dell'Episcopio che ospitava il percorso. Il 16 dicembre 2006 è stato inaugurato il nuovo Museo Diocesano di Reggio Emilia.

## Opere
Il percorso espositivo è organizzato in modo che le opere presentate narrano la storia della Chiesa reggiana attraverso le strutture ecclesiastiche che qui hanno operato per il radicamento e la crescita della fede: la chiesa cattedrale segno dell'unità della comunità dei credenti e sede del magistero del Vescovo; le pievi deputate al ministero dell'evangelizzazione e dell'amministrazione dei sacramenti; i monasteri centri di preghiera, accoglienza, lavoro e cultura.
L'itinerario museale presenta oggetti, databili dal I al XVI secolo, secondo le diverse tipologie di materiali (dipinti, sculture, vetri, metalli, tessuti, ceramiche e documenti cartacei) che, al di là del valore storico-artistico, sono la testimonianza viva del rito liturgico e della devozione popolare. Tra le opere di maggior interesse:
- serie di capitelli scolpiti (XII secolo), provenienti dalla Pieve di San Vitale di Carpineti, che sembrano narrare la storia della salvezza;
- Gesù Cristo entro mandorla e angeli (XIII secolo), affresco staccato, proveniente dalla facciata della Cattedrale;
- lastra marmorea con tracce di policromia raffigurante Gesù Cristo giudice entro mandorla con i simboli degli Evangelisti (fine XII - inizio XIII secolo), dell'ambito di Benedetto Antelami, proveniente dall'antico ambone della Cattedrale;
- Crocifissione (1340 circa), affresco, di Bartolomeo e Jacopino da Reggio;
- mitria abbaziale (XIV secolo), di manifattura lucchese, proveniente dal Monastero benedettino di Marola, fondato per volontà di Matilde di Canossa;
- Crocifisso ligneo (1460 circa), di anonimo scultore veneto o emiliano;
- Madonna in trono con Gesù Bambino e i santi Giacomo, Antonio abate e Giovannino (1501), dipinto su tavola, di Bernardino Orsi, proveniente dalla cappella Canossa della Cattedrale;
- i Reliquiari di san Crisante e santa Daria (1538), di Bartolomeo Spani Clementi
- due piatti di ceramica urbinate (prima metà del XVI secolo), già appartenuti ai Gonzaga di Novellara, opera rispettivamente di Nicolò da Urbino e di Orazio Fontana;
- una Pace liturgica con il Gesù Cristo crocifisso fra san Crisante e santa Daria (fine del XVI secolo), in argento sbalzato, di Giovanni Battista Cambi detto il Bombarda;
- la Casula purpurea di san Carlo Borromeo (XVI secolo);
- Santa Margherita d'Antiochia fra san Francesco d'Assisi, san Giovanni evangelista e santa Lucia e angeli (1627), olio su tela, di Carlo Bononi;
- San Michele arcangelo, olio su tela, di Orazio Talami;
- il riccio di pastorale, il calice e il cofanetto del corredo liturgico (XVIII secolo), opere in argento, di bottega romana, commissionate dal vescovo Francesco Maria d'Este.

Inoltre, completano il percorso espositivo alcuni importanti e rarissimi documenti storici e cartacei. Di rilievo:
- una pergamena con la firma autografa di Matilde di Canossa (XII secolo);
- un Liber Figurarum (XIII secolo) di Gioacchino da Fiore;
- una serie di sigilli vescovili in ceralacca (XIII - XVI secolo).

Il percorso si conclude all'ultimo piano del Palazzo Vescovile con opere del XVII e XVIII secolo (Palma il Giovane, Paolo Piazza, Aureliano Milani, Andrea Celesti) e collezioni donate in epoche più o meno recenti; tra di esse spicca la raccolta di dipinti e opere su carta del pittore reggiano Marco Gerra.